# John Evans (Politiker)

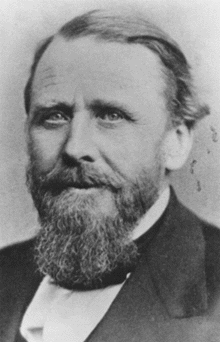
John Evans

John Evans (* 9. März 1814 in Waynesville, Warren County, Ohio; † 3. Juli 1897 in Denver, Colorado) war ein US-amerikanischer Arzt und Politiker. Zwischen 1862 und 1865 war er der zweite Gouverneur des Colorado-Territoriums.

## Frühe Jahre und politischer Aufstieg
Evans besuchte bis 1838 die Clermont Academy, an der er Medizin studierte. Danach zog er nach Attica in Indiana, wo er als Arzt praktizierte. Dort gehörte er auch zu den Gründern des ersten staatlichen Krankenhauses in Indianapolis, dessen erster Leiter er wurde. Nach einem weiteren Umzug nach Chicago half er auch dort beim Aufbau eines Krankenhauses. Dort gab er auch eine medizinische Zeitung heraus und er gründete die Medizinische Gesellschaft von Illinois. Darüber hinaus erhielt er eine Professur am Rush Medical College.
Neben seiner medizinischen Tätigkeit beteiligte sich Evans auch an zwei Eisenbahngesellschaften. Dadurch wurde er schnell ein reicher Mann, der bald auch politischen Einfluss erlangte. Im Jahr 1851 gründete er die Northwestern University. Bis zu seinem Tod war er Vorsitzender des Kuratoriums dieser Universität. Er war auch einer der Mitbegründer der Republikanischen Partei in Illinois und wurde ein persönlicher Freund von Abraham Lincoln.

## Territorialgouverneur in Colorado
Am 31. März 1862 ernannte Präsident Lincoln seinen Freund Evans zum Territorialgouverneur in Colorado. In seiner neuen Heimat schloss Evans auch Freundschaft mit Reverend John M. Chivington. Zusammen gründeten sie die spätere University of Denver. Im Jahr 1864 ernannte Evans Chivington zum Oberst einer Freiwilligeneinheit mit der Aufgabe, die Indianer „zu beruhigen“. Mit 800 Mann stieß Chivington dann auf eine unbewaffnete Indianergruppe unter Häuptling Black Kettle, die am Sand Creek lagerten. Chivington gab den Befehl zu einem Angriff, der blutig endete und als Sand-Creek-Massaker bekannt wurde. 53 unbewaffnete Indianer und 110 Frauen und Kinder wurden dabei am 28. November 1864 getötet. Gouverneur Evans billigte nicht nur das Vorgehen, sondern zeichnete Chivington und seine Männer auch noch für ihre Taten aus, wobei der wahre Ablauf der Ereignisse verheimlicht wurde. Wegen Vertuschung des Massakers wurde er durch den neuen Präsidenten Andrew Johnson am 18. Juli 1865 als Gouverneur abgesetzt.

## Weiterer Lebenslauf
Auch nach seiner Absetzung war Evans in Colorado sehr beliebt. Bis zu seinem Tod war er Kuratoriumsvorsitzender des Denver Seminary.
Der Mount Blue Sky nahe Denver war bis 14. September 2023 nach ihm benannt, ebenso Evanston, der Standort der Northwestern University. Evans war der Schwiegervater von Samuel Hitt Elbert, der von 1873 bis 1874 ebenfalls Territorialgouverneur in Colorado war.